# Microlejeunea ocellata
Microlejeunea ocellata är en bladmossart som först beskrevs av Theodor Carl Karl Julius Herzog, och fick sitt nu gällande namn av Riclef Grolle. Microlejeunea ocellata ingår i släktet Microlejeunea och familjen Lejeuneaceae. Inga underarter finns listade i Catalogue of Life.